# 요한복음 3장
요한복음 3장은 신약성경 중 요한의 복음서의 세 번째 장을 의미한다. 개혁침례교 목회자인 찰스 스펄전은 복음을 알지 못하는 이들에게 가장 추천해주고 싶은 장이라고 평가했다.

## 니고데모

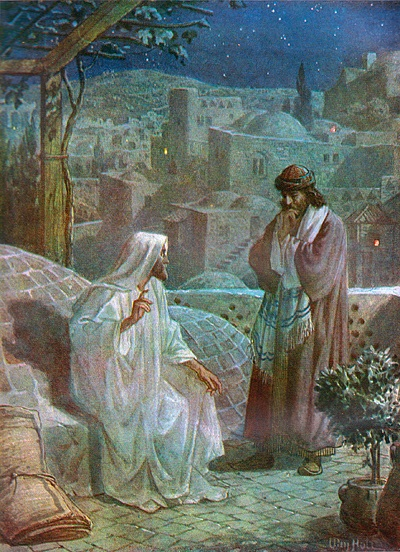
니고데모와 이야기하는 예수

산헤드린 공회원 니고데모가 한밤중에 예수를 랍비라 부르며 가르침을 청하는 장면에서 시작한다. 니고데모는 예수가 보인 기적으로 미루어 보았을 때 예수를 "하느님이 보내신 분"으로 인정한다. 이 때 니고데모가 "우리"라는 주어를 사용하고 있지만, 공의회 동료에 대한 두려움과 부끄러움으로 인해 혼자 갔을 것이라고 추정하는 사람들이 대다수이다. 또한 이 부끄러움은 당시 유대 사회의 지도자로서 다른 누군가에게 가르침을 청하러 가는 것에 대한 부담감에서 나왔을 것이다. 감리교 신학자 조셉 벤슨은 다니엘 휘트비의 해석을 참조하며 바리새인들과 유대인의 지도자들은 예수를 하느님이 보낸 교사로 인정했다고 말한다.
예수는 새로남이 없다면 하느님의 나라에 들어갈 수 없다고 대답한다. 이 때 새로남(고대 그리스어: ἄνωθεν)은 "위에서부터"라는 의미도 내재하고 있으며, 개역개정 성경에서는 거듭남으로 번역하고 있다. 니고데모는 이를 사람이 육체적으로 다시 태어난다는 것으로 이해하고 어떻게 어머니의 자궁으로 다시 들어가느냐고 묻는다. 예수가 "위에서부터" 다시 나야 한다는 의미로 사용한 쌍관어를 문자그대로 이해한 것이다. 예수는 사람이 물과 성령으로 거듭나야 하며, 육은 육에서, 영은 영에서 난다고 다시 대답한다.

### 7절
| “                                       | 새로 나야 된다는 내 말을 이상하게 생각하지 마라. | ” |
| — 요한의 복음서 3장 7절, 공동번역개정판 |                                                  |   |

내로 나야만 한다는 이 구절은 강제성이 있어서, 새로 나는 것 외에는 다른 방법이 없다는 함의를 지닌다는 견해가 있다.

## 예수가 세례하다
이 장의 두 번째 부분에서, 예수는 제자들과 함께 예루살렘 주변부의 유대 땅으로 가 세례를 주는데, 요르단강에서 준 것으로 여겨진다. 세례자 요한은 살렘 부근의 애논이라는 곳에서 세례를 주고 있었다. 요한의 제자들은 모든 사람이 예수에게 세례를 받으러 가고 있다고 말한다. 요한은 예수는 흥해야 하는 반면 자신은 쇠해야 한다고 말한다. 당시 요한의 제자들과 마찬가지로 현대에도 세례자 요한이 가장 뛰어난 선지자였다고 주장하는 종교인 만다야교가 남아있다.

## 같이 보기
- 요한의 복음서 3장 16절

## 참고 문헌
- Guthrie, Donald (1994). 〈John〉.   Carson, D. A.; France, R. T.; Motyer, J. A.; Wenham, G. J. 《New Bible Commentary: 21st Century Edition》 4, illurat, reprint, revis판. Inter-Varsity Press. 1021–1065쪽. ISBN 9780851106489.

## 읽을 거리
- Brown, Raymond E., An Introduction to the New Testament Doubleday 1997 ISBN 0-385-24767-2
- John 3 NIV